# Dragana Tomašević
Dragana Tomašević (Sremska Mitrovica, 4 giugno 1982) è una discobola serba con un personale di 63,63 m.

## Palmarès
| Anno | Manifestazione          | Sede           | Evento           | Risultato | Misura  | Note                                     |
| ---- | ----------------------- | -------------- | ---------------- | --------- | ------- | ---------------------------------------- |
| 2001 | Europei juniores        | Grosseto       | Lancio del disco | 10ª       | 48,53 m |                                          |
| 2003 | Europei under 23        | Bydgoszcz      | Lancio del disco | 11ª       | 51,27 m |                                          |
| 2004 | Olimpiadi               | Atene          | Lancio del disco | 38ª (q)   | 54,44 m |                                          |
| 2005 | Giochi del Mediterraneo | Almería        | Lancio del disco | Oro       | 62,10 m |                                          |
| 2005 | Mondiali                | Helsinki       | Lancio del disco | 7ª        | 60,56 m |                                          |
| 2005 | Universiadi             | Smirne         | Lancio del disco | Bronzo    | 59,92 m |                                          |
| 2006 | Europei                 | Göteborg       | Lancio del disco | 8ª        | 60,20 m |                                          |
| 2007 | Mondiali                | Osaka          | Lancio del disco | 20ª (q)   | 57,96 m |                                          |
| 2007 | Universiadi             | Bangkok        | Lancio del disco | Bronzo    | 56,82 m |                                          |
| 2008 | Olimpiadi               | Pechino        | Lancio del disco | 13ª (q)   | 60,19 m |                                          |
| 2009 | Giochi del Mediterraneo | Pescara        | Lancio del disco | Bronzo    | 58,73 m |                                          |
| 2009 | Universiadi             | Belgrado       | Lancio del disco | 10ª       | 54,44 m |                                          |
| 2009 | Mondiali                | Berlino        | Lancio del disco | 19ª (q)   | 59,38 m |                                          |
| 2010 | Europei                 | Barcellona     | Lancio del disco | 6ª        | 60,10 m |                                          |
| 2011 | Mondiali                | Taegu          | Lancio del disco | 7ª        | 62,48 m | Miglior prestazione personale stagionale |
| 2012 | Europei                 | Helsinki       | Lancio del disco | 9ª        | 58,34 m |                                          |
| 2012 | Olimpiadi               | Londra         | Lancio del disco | 18ª (q)   | 60,53 m |                                          |
| 2013 | Giochi del Mediterraneo | Mersin         | Lancio del disco | Argento   | 61,88 m |                                          |
| 2013 | Mondiali                | Mosca          | Lancio del disco | 14ª (q)   | 58,79 m |                                          |
| 2014 | Europei                 | Zurigo         | Lancio del disco | 16ª (q)   | 52,21 m |                                          |
| 2015 | Mondiali                | Pechino        | Lancio del disco | 20ª (q)   | 58,98 m |                                          |
| 2016 | Europei                 | Amsterdam      | Lancio del disco | 11ª       | 56,83 m |                                          |
| 2016 | Olimpiadi               | Rio de Janeiro | Lancio del disco | 19ª (q)   | 57,67 m |                                          |
| 2017 | Mondiali                | Londra         | Lancio del disco | 18ª (q)   | 57,78 m |                                          |
| 2018 | Europei                 | Berlino        | Lancio del disco | 6ª        | 58,94 m |                                          |
| 2019 | Mondiali                | Doha           | Lancio del disco | 21ª (q)   | 57,13 m |                                          |
| 2021 | Giochi olimpici         | Tokyo          | Lancio del disco | 26ª (q)   | 56,95 m |                                          |
| 2022 | Europei                 | Monaco         | Lancio del disco | 20ª (q)   | 55,51 m |                                          |

## Altre competizioni internazionali
2013
- Bronzo in Coppa Europa invernale di lanci ( Castellón de la Plana), lancio del disco - 61,12 m
- Bronzo agli Europei a squadre (Second League) ( Kaunas), lancio del disco - 59,88 m

2014
- Bronzo in Coppa Europa invernale di lanci ( Leiria), lancio del disco - 59,26 m
- 10ª al Shanghai Golden Grand Prix ( Shanghai), lancio del disco - 56,85 m
- Argento agli Europei a squadre (Second League) ( Tallinn), lancio del disco - 58,75 m
- 5ª al DécaNation ( Angers), lancio del disco - 57,15 m
- 4ª all'Hanžeković Memorial ( Zagabria), lancio del disco - 56,17 m

2015
- 4ª agli FBK Games ( Hengelo), lancio del disco - 60,45 m

## Riconoscimenti
- Miglior atleta della Serbia per l'anno 2011.
- Miglior atleta della provincia della Voivodina, anno 2005.